# اسلمس بیگ
اسلمس بیگ ( گرجی: ასლამაზ ორბელიანი ) که با نام اصلان خان نیز شناخته می‌شود، یکی از مقامات و فرماندهان گرجی دوره صفوی بود. اسلمس از نوادگان خاندان اوربلیانی دومین پسر واخوشتی خان والی سابق شوشتر بود.
اسلمس در سال ۱۶۸۳ به عنوان بخشدار (داروغه) اصفهان ، پایتخت سلطنتی منصوب شد. او که به دشمنی با ارامنه شهرت داشت، ممنوعیت خروج غیرمسلمانان از خانه‌های خود و ظاهر شدن در انظار عمومی در مواقع بارانی را صادر کرد، زیرا در غیر این صورت مومنان را آلوده می‌کرد. این ممنوعیت پس از درخواست بازرگانان ثروتمند ارمنی جلفای نو (محله ارامنه اصفهان) از ملکه مادر، نکهت خانم ، لغو شد. اسلمس بیگ بعداً در سال‌های ۱۶۹۳-۱۶۹۵ به عنوان  قوللرآغاسی  و در سال‌های ۱۶۹۴-۱۶۹۵ یا ۱۶۹۶-۱۶۹۷ به عنوان بیگلربیگی قندهار خدمت کرد.
محمدعلی خان پسر اسلمس در سال ۱۷۲۲ برای مدت کوتاهی فرمانده توپخانه ( توپچی باشی) بود. نوه همنام اسلمس، که در سال ۱۷۴۰ درگذشت، بعداً در زمان سلطنت نادرشاه (۱۷۳۶-۱۷۴۷) به عنوان بیگلربیگ گرجستان  خدمت کرد.